# Росцимін
Росцимін (пол. Rościmin, нім. Rosmin) — село в Польщі, у гміні Мроча Накельського повіту Куявсько-Поморського воєводства.
Населення — 253 особи (2011).
У 1975-1998 роках село належало до Бидгощського воєводства.

## Демографія
Демографічна структура станом на 31 березня 2011 року:
|          | Загалом | Допрацездатний вік | Працездатний вік | Постпрацездатний вік |
| -------- | ------- | ------------------ | ---------------- | -------------------- |
| Чоловіки | 129     | 26                 | 92               | 11                   |
| Жінки    | 124     | 46                 | 61               | 17                   |
| Разом    | 253     | 72                 | 153              | 28                   |